# Kristina Knott
Kristina Marie Knott (* 25. September 1995 in Orlando, Florida) ist eine US-amerikanisch-philippinische Leichtathletin, die sich auf den Sprint spezialisiert hat. Sie ist aktuell Inhaberin der philippinischen Landesrekorde über 100 und 200 Meter.

## Sportliche Laufbahn
Erste internationale Erfahrungen sammelte Kristina Knott im Jahr 2018, als sie bei den Asienspielen in Jakarta für die Philippinen startend in 23,51 s den sechsten Platz im 200-Meter-Lauf belegte und über 100 Meter mit 11,55 s im Halbfinale ausschied. Im Jahr darauf erreichte sie bei den Asienmeisterschaften in Doha das Halbfinale im 100-Meter-Lauf, in dem sie mit 11,77 s ausschied, während sie über 200 Meter mit 23,73 s im Vorlauf scheiterte. Im Dezember siegte sie dann bei den Südostasienspielen in Capas mit neuem Landesrekord von 23,01 s über 200 Meter und gewann über 100 Meter in 11,55 s die Silbermedaille hinter der Vietnamesin Lê Tú Chinh. Zudem siegte sie auch mit der gemischten 4-mal-100-Meter-Staffel in 41,67 s und gewann mit der Frauenstaffel in 44,57 s die Silbermedaille hinter dem Team aus Thailand. 2020 verbesserte sie den philippinischen Landesrekord über 100 m auf 11,27 s und im Jahr darauf siegte sie in 23,31 s beim NACAC New Life Invitational und nahm daraufhin an den Olympischen Spielen in Tokio teil und scheiterte dort mit 23,80 s in der Vorrunde.
2022 startete sie im 60-Meter-Lauf bei den Hallenweltmeisterschaften in Belgrad und schied dort mit 7,39 s in der ersten Runde aus. Im Jahr darauf belegte sie bei den Südostasienspielen in Phnom Penh in 23,79 s den vierten Platz über 200 Meter und ging im Finale über 100 Meter nicht mehr an den Start. Zudem gelangte sie mit der 4-mal-100-Meter-Staffel mit 45,17 s auf Rang fünf. Anschließend belegte sie bei den Asienmeisterschaften in Bangkok in 23,39 s den vierten Platz über 200 Meter und wurde in 11,61 s Sechste über 100 Meter. Ende September verpasste sie bei den Asienspielen in Hangzhou mit 11,77 s den Finaleinzug über 100 Meter und belegte in 23,79 s den sechsten Platz über 200 Meter. 2025 startete sie im 60-Meter-Lauf bei den Hallenweltmeisterschaften in Nanjing und schied dort mit 7,42 s im Vorlauf aus. Ende Mai wurde sie bei den Asienmeisterschaften in Gumi in der Vorrunde über 100 Meter disqualifiziert und belegte in 23,82 s den sechsten Platz über 200 Meter.
In den Jahren 2019 und 2024 wurde Knott philippinische Meisterin im 100-Meter-Lauf sowie 2019, 2024 und 2025 über 200 Meter und 2019 auch in der 4-mal-100-Meter-Staffel.

## Persönliche Bestleistungen
- 100 Meter: 11,27 s (+1,5 m/s), 29. August 2020 in Des Moines (philippinischer Rekord)
  - 60 Meter (Halle): 7,26 s, 31. Januar 2021 in Fayetteville (philippinischer Rekord)
- 200 Meter: 23,01 s (0,0 m/s), 7. Dezember 2019 in Capas (philippinischer Rekord)
  - 200 Meter (Halle): 23,39 s, 21. Februar 2025 in Fayetteville (philippinischer Rekord)